# Ugo Cornia
Ugo Cornia (Modena, 6 luglio 1965) è uno scrittore italiano.

## Biografia
Laureato in filosofia presso l'Università di Bologna, ha insegnato filosofia ed è stato insegnante di sostegno in una scuola superiore di Modena, è stato per 3 anni ricercatore per l'Università di Bologna e ora insegna presso il liceo artistico Adolfo Venturi.
Ha intervistato Lietta Manganelli, figlia dello scrittore Giorgio Manganelli, per un libro di aforismi e paradossi (Giorgio Manganelli, Il delitto rende ma è difficile, Milano: Comix, 1997).
Ha cominciato a pubblicare sulla rivista «Il semplice» (1995-1997), a cura di Gianni Celati, Ermanno Cavazzoni e Daniele Benati.
Suoi racconti sono anche apparsi su altre riviste, come «Diario» (quando era diretto da Sandro Onofri) e più recentemente su «Il Caffè illustrato» e «L'accalappiacani».
Dal 2020 collabora con il quotidiano «Domani».

## Riconoscimenti
- 2001 - Premio Bergamo, con Sulla felicità a oltranza[2]
- 2004 - Premio Nazionale Letterario Pisa per la sezione Narrativa[3]
- 2009 - Premio Frignano con il romanzo Le storie di mia zia (e di altri parenti)[4]

## Opere
- Sulla felicità a oltranza, Palermo, Sellerio, 1999, ISBN 88-389-1560-1.
- Quasi amore, Palermo, Sellerio, 2001, ISBN 88-389-1685-3.
- Roma, Palermo, Sellerio, 2004, ISBN 88-389-1944-5.
- Le pratiche del disgusto, Palermo, Sellerio, 2007, ISBN 978-88-389-2186-5.
- Sulle tristezze e i ragionamenti, Macerata, Quodlibet, 2008, ISBN 978-88-7462-188-0.
- Le storie di mia zia (e di altri parenti), Milano, Feltrinelli, 2008, ISBN 978-88-07-01770-4. Riedito da Quodlibet, 2023.
- Modena è piccolissima, Torino: EDT, 2009, ISBN 978-88-6040-519-7. Con Giuliano Della Casa.
- Operette ipotetiche, Macerata, Quodlibet, 2010, ISBN 978-88-7462-336-5.
- Autobiografia della mia infanzia, Milano, Topipittori, 2010, ISBN 978-88-89210-59-8.
- Il professionale. Avventure scolastiche, Milano, Feltrinelli, 2012, ISBN 978-88-07-01896-1. Finalista al Premio Bergamo[5].
- Scritti di impegno incivile, Macerata, Quodlibet, 2013, ISBN 978-88-7462-522-2.
- Animali (topi gatti cani e mia sorella), Milano, Feltrinelli, 2014, ISBN 978-88-07-03108-3.
- Sono socievole fino all'eccesso. Vita di Montaigne, Milano, Marcos y Marcos, 2015, ISBN 978-88-7168-727-8.
- Buchi, Milano, Feltrinelli, 2016, ISBN 978-88-07-03198-4.
- Favole da riformatorio, Milano, Feltrinelli, 2019, ISBN 978-88-07-03371-1.
- La vita in ordine alfabetico, Milano, La Nave di Teseo Editore, 2021, ISBN 978-88-346-0847-0.
- Il mio amico Bill Clinton, Torino, hopefulmonster editore, 2025 ISBN 978-88-775-7322-3.

## Filmografia
- Strade, di Ugo Cornia, episodio del film collettivo Formato ridotto (2012) di Antonio Bigini, Claudio Giapponesi, Paolo Simoni[6].